# Vattenpost

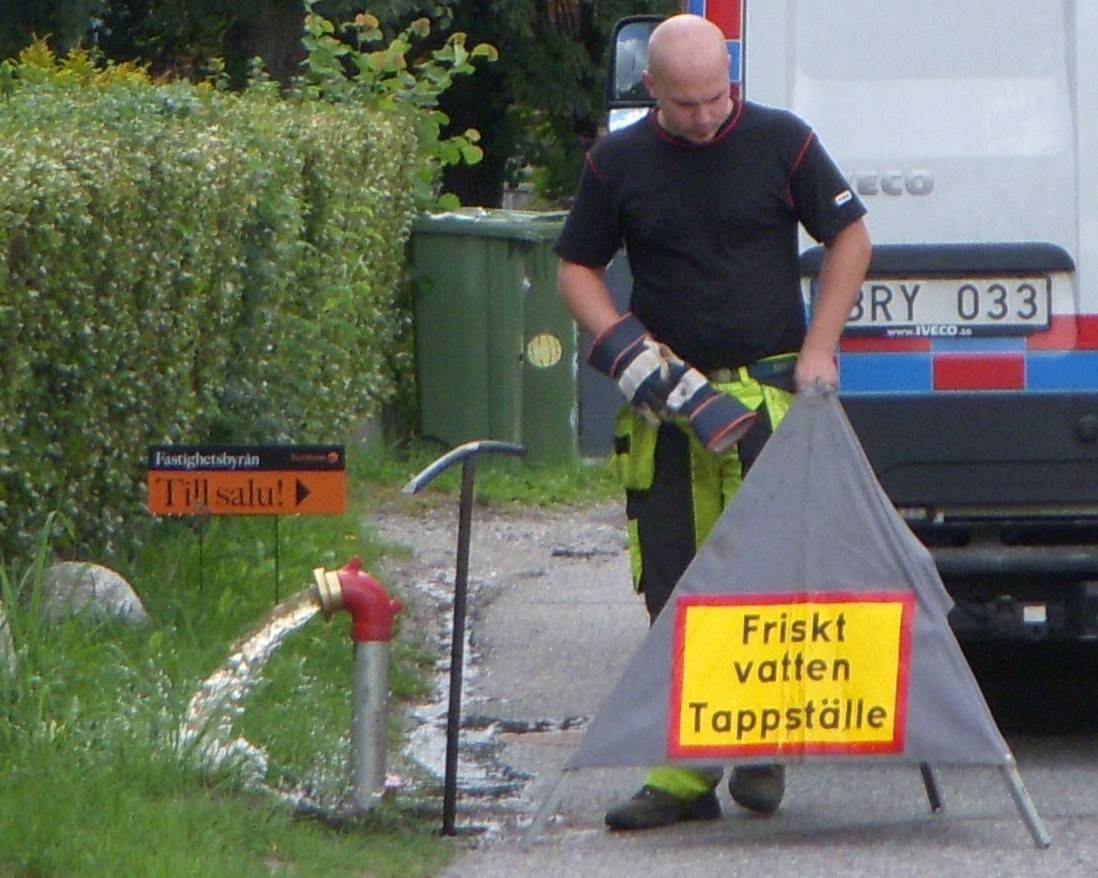
Vattenpost med vattenpostnyckel.

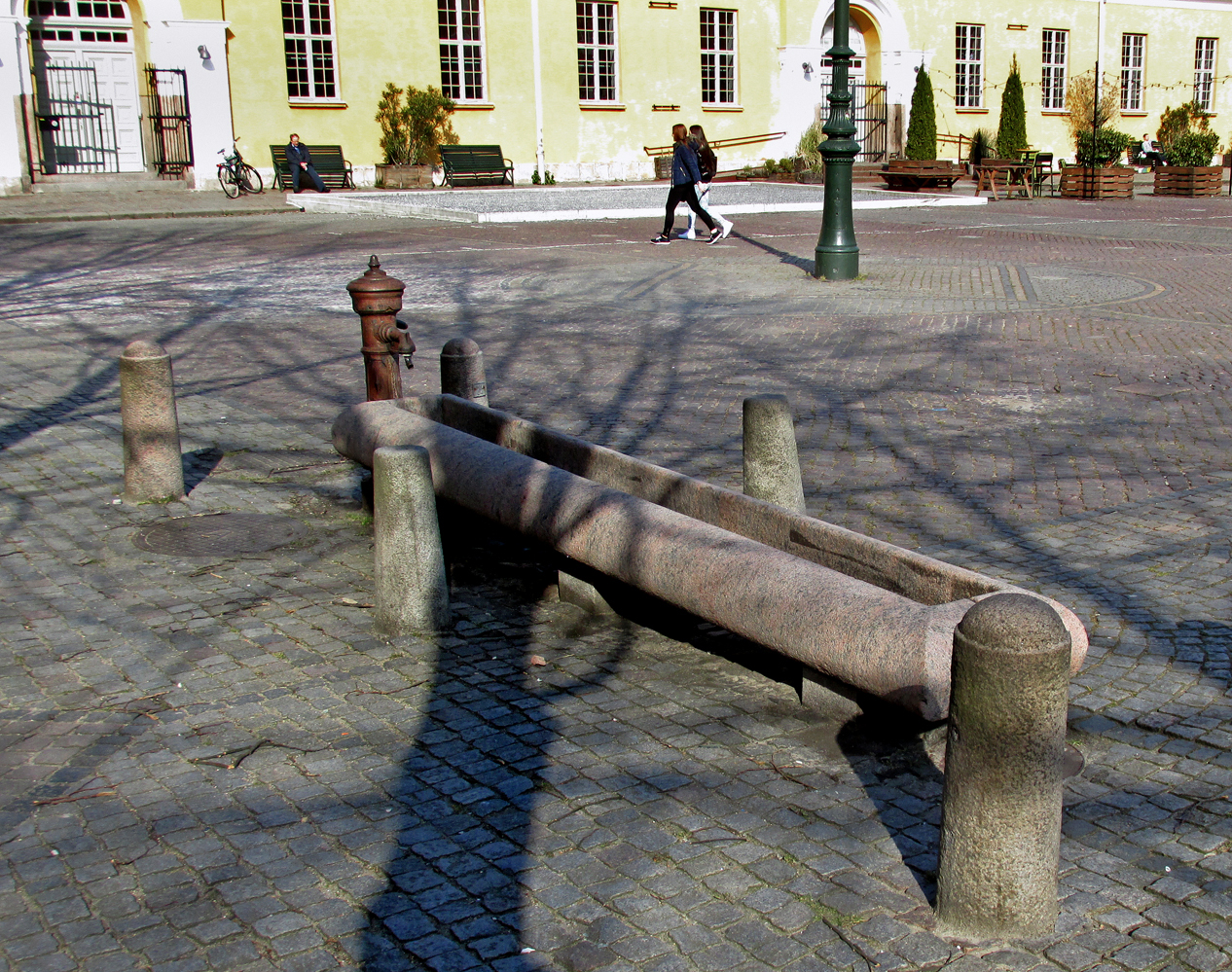
Vattenpost med ränna för hästar. Drottningtorget i Malmö 2017.

Vattenpost är ett tappställe för dricksvatten från ett vattenledningssystem. Vattenposter används för dricksvattenbehov, för bevattning och för tillgång till vatten vid brandsläckning.
Utformning och utseende på vattenposter skiljer sig mycket åt, både beroende på behov (beredskapstappställe eller permanent tappställe) och på vilken typ av vattenledningssystem som vattenposten är ansluten till. De offentliga vattenposterna i USA med sina små "torn" på trottoarerna är välkända.
I Sverige har de kommunala vattenledningssystemen ofta brunnar där man från en koppling på ledningen kan ansluta ett rör till en slang eller en temporär kran, och sedan reglera tillflödet med en vattenpostnyckel.